# Borzavár
Borzavár es un pueblo ubicado en el distrito de Zirc, en el condado de Veszprém, Hungría.

## Superficie
Posee una superficie de 13,00 kilómetros cuadrados.

## Demografía
Hasta 2019 la población era de 710 habitantes, con una densidad de población de 54,62 habitantes por kilómetro cuadrado.